# 和谐家园
《和谐家园》，原名《和谐祖国，美好家园》，易南新作词、蒋大为作曲，蒋大为原唱。

## 相关
- 蒋大为的另一首歌曲《说中国》与该曲一起入选2009年中宣部、中央文明办等10部委推荐的100首爱国歌曲列表。[1]